# AN-94

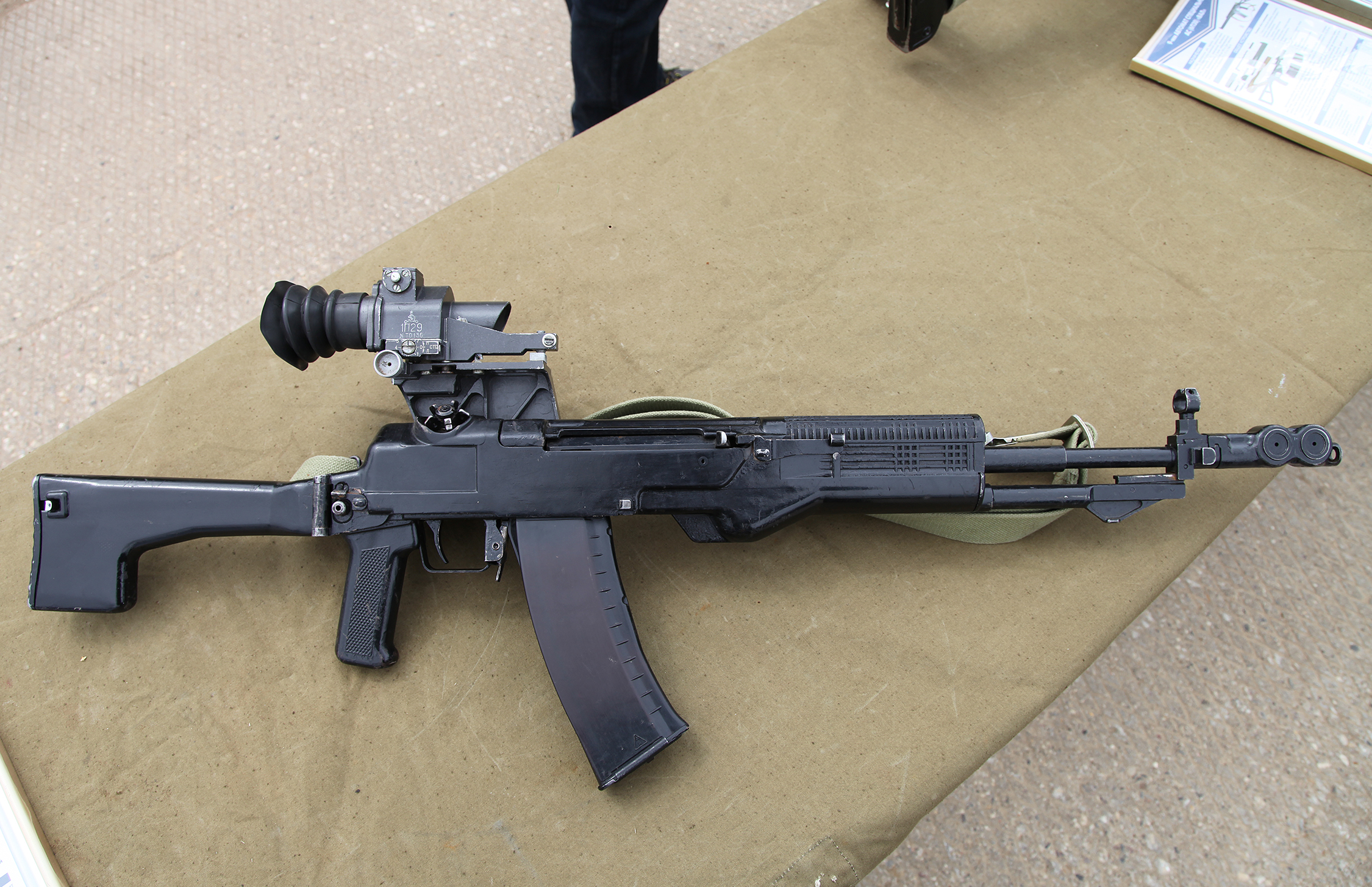
AN-94

AN-94 (přezdívaná Abakan, rusky 5,45-мм автомат Никонова обр. 1994 г. / АН-94 «Абака́н») je ruská útočná puška. Jméno je odvozeno z ruského Автомат Никонова, tedy avtomat Nikonova podle jména jejího konstruktéra, a zkrácení označení Model 1994.
Byla vyvinuta, aby nahradila starší AK-74, a používá stejnou munici 5,45 x 39 mm. Na rozdíl od AK-74 může být zároveň vybavena bajonetem i granátometem, ale hlavní výhodou by měla být výrazně vyšší přesnost, protože opožděný zpětný ráz se projeví až poté, co z hlavně vyletí druhý projektil.